# Лановий Максим Борисович
Макси́м Бори́сович Ланови́й — український військовик і артилерист, полковник Збройних сил України, заступник начальника Національної академії сухопутних військ імені гетьмана Петра Сагайдачного (м. Львів) (з 2025), учасник російсько-української війни, командир 148-ї окремої артилерійської бригади Десантно-штурмових військ Збройних сил України (2024), нагороджений відзнакою «Хрест бойових заслуг», повний лицар Ордену Богдана Хмельницького.

## Життєпис
У 2008 році Максим Лановий завершив навчання у Львівському інституті сухопутних військ імені гетьмана Петра Сагайдачного за спеціальністю «Бойове застосування та управління діями підрозділів наземної артилерії».
Станом на вересень 2014 року він мав військове звання капітана та служив у 95-ї окремої аеромобільній бригаді Збройних сил України.
Станом на жовтень — листопад 2020 року він проходив службу у 81-й окремій аеромобільній бригаді Збройних сил України. У жовтні того року він разом з військовослужбовцями цієї бригади в жовтні 2020 переміг на змаганнях, які проходили у Київській області. Артилеристи 81-ї окремої аеромобільної бригади стали найкращим артилерійським підрозділом Збройних сил України.
У 2024 році Максим Лановий вже під час широкомасштабного російського вторгнення до України мав звання полковника та обіймав посаду командира 148-ї окремої артилерійської бригади Десантно-штурмових військ Збройних сил України. У вересні 2024 року підрозділи бригади під його керівництвом проводили наступальні дії в районі міста Вугледар, сіл Костянтинівка та Гостре Покровського району на Донеччині та за цей період знищили 30 гармат, 33 міномети, 4 самохідних артилерійських установок, 17 танків, 106 бойових броньованих машин, і вбили 428 російських військових та майже тисячу поранили. У грудні 2024 року його було нагороджено «Хрестом бойових заслуг», а у квітні 2025 року йому було вручено цю відзнаку.
Станом на квітень 2025 року полковник Максим Лановий був заступником начальника Національної академії сухопутних військ імені гетьмана Петра Сагайдачного у місті Львові..

## Військові звання
- капітан (? — 2014 — ?)[2]
- полковник (не пізніше вересня 2024)[6]

## Нагороди
- Хрест бойових заслуг (2024) — «за особисту мужність, виявлену у захисті державного суверенітету та територіальної цілісності України, самовіддане виконання військового обов'язку»[8]
- Орден Богдана Хмельницького І ступеня (2025) — «за особисту мужність, виявлену у захисті державного суверенітету та територіальної цілісності України, самовіддане виконання військового обов'язку»[9]
- Орден Богдана Хмельницького II ступеня (2024) — «за особисту мужність, виявлену у захисті державного суверенітету та територіальної цілісності України, самовіддане виконання військового обов'язку»[7]
- Орден Богдана Хмельницького III ступеня (2014) — «за особисту мужність і героїзм, виявлені у захисті державного суверенітету та територіальної цілісності України»[10].